# Ils reviennent…
Pour plus de détails, voir Fiche technique et Distribution.
Ils reviennent… (Vuelven) est un film mexicain réalisé par Issa López, sorti en 2017.

## Fiche technique
- Titre original : Vuelven
- Titre français : Ils reviennent…
- Titre international : Tigers Are Not Afraid
- Réalisation et scénario : Issa López
- Photographie : Juan José Saravia (en)
- Montage : Joaquim Martí
- Musique : Vince Pope
- Maquillage : Adam Zoller
- Société de distribution : Karmafilms Distribution (France)
- Pays de production :  Mexique
- Langue originale : espagnol
- Format : couleur
- Genre : fantastique
- Durée : 83 minutes
- Dates de sortie :
  - États-Unis : 24 septembre 2017 (Austin Fantastic Fest)
  - Mexique : 31 octobre 2017 (Morbido Film Fest (es)) ; 2 novembre 2017 (sortie nationale)
  - France : 7 décembre 2017 (Paris International Fantastic Film Festival) ; 24 juillet 2019 (sortie nationale)
  - Suisse romande : 6 juillet 2018 (Festival international du film fantastique de Neuchâtel 2018)
- Classification : 
  - France : interdit aux moins de 12 ans

## Distribution
- Paola Lara : Estrella
- Juan Ramón López : El Shine

## Distinctions
- Screamfest Horror Film Festival (en) 2017[1] :
  - Meilleur film
  - Meilleur réalisateur pour Issa López
  - Meilleure actrice pour Paola Lara
  - Meilleur acteur pour Juan Ramón López
  - Meilleur montage pour Joaquim Martí
- Premio Ariel 2018 LX (Mexique) :
  - Meilleure révélation masculine pour Juan Ramón López
  - Meilleur maquillage pour Adam Zoller
- Diosas de Plata (es) 2018 (par les journalistes de cinéma mexicains)[2] :
  - Meilleur film (Mejor película)
  - Meilleur réalisateur (Mejor dirección) pour Issa López
  - Meilleur acteur enfant (Mejor actuación infantil) pour Paola Lara
- Toronto After Dark Film Festival 2018[3] :
  - Meilleur film, 2e place
  - Meilleur réalisateur pour Issa López
  - Meilleur scénario
  - Meilleure actrice dans un premier rôle pour Paola Lara
  - Film le plus original
  - Meilleur montage pour Joaquim Martí